# Rock ’n’ Roll High School (film)
Rock ’n’ Roll High School – musical komediowy z 1979 w reżyserii Allana Arkusha, prezentujący zespół punkrockowy Ramones.
W filmie wystąpili m.in. P.J. Soles, Dey Young, Mary Woronov oraz muzycy zespołu The Germs: Lorna Doom i Darby Crash.

## Fabuła filmu
|  |

Uczniowie Vince Lombardi High School doprowadzają nauczycieli do utraty nerwów swoim uwielbieniem rock 'n' rolla i lekceważeniem nauki. Stojąca na ich czele Riff Randall (P.J. Soles) jest w Vince Lombardi High School największą fanką zespołu Ramones. Czeka w kolejce trzy dni, chcąc zobaczyć grupę i wręczyć Joeyowi Ramone'owi tekst napisanej przez siebie piosenki dla zespołu pt. „Rock ’n’ Roll High School”. Kiedy nauczycielka Evelyn Togar (Mary Woronov) zabiera jej bilet, Riff i jej najlepsza przyjaciółka Kate Rambeau (Dey Young) znajdują inny sposób na spotkanie ze swoimi idolami – wygrywają konkurs radiowy. Gdy Togar z grupą rodziców próbują spalić stos płyt z muzyką rockową, uczniowie opanowują szkołę, a członków Ramones mianują honorowymi uczniami. Do akcji wkracza policja.

## Obsada
- P.J. Soles (jako Riff Randell)
- Vince Van Patten (jako Tom Roberts)
- Clint Howard (jako Eaglebauer)
- Dey Young (Kate Rambeau)
- Mary Woronov (jako Evelyn Togar)
- Paul Bartel (jako pan McGree)
- Dick Miller (jako szef policji)
- Ramones (jako oni sami)

## Ścieżka dźwiękowa
- Bent Fabric – „Alley Cat"
- Chuck Berry – „School Days"
- Brownsville Station – „Smokin' In the Boys Room"
- Alice Cooper – „School's Out"
- Devo – „Come Back Jonee"
- Eddie and the Hot Rods – „Teenage Depression"
- Fleetwood Mac – „Albatross"
- Fleetwood Mac – „Jigsaw Puzzle Blues"
- Nick Lowe – „So It Goes"
- Paul McCartney – „Did We Meet Somewhere Before?"
- MC5 – „High School"
- The Paley Brothers – „C'mon Let's Go"
- The Paley Brothers – „You're the Best"
- Todd Rundgren – „A Dream Goes on Forever"
- The Velvet Underground – „Rock & Roll"
- Brian Eno – „Spirits Drifting"
- Brian Eno – „Alternative 3"
- Brian Eno – „M386"
- Brian Eno – „Energy Fools the Magician"
- Ramones – „Blitzkrieg Bop"
- Ramones – „I Just Want to Have Something to Do"
- Ramones – „I Wanna Be Sedated"
- Ramones – „I Wanna Be Your Boyfriend"
- Ramones – „I Want You Around"
- Ramones – „Pinhead"
- Ramones – „Questioningly"
- Ramones – „Rock ’n’ Roll High School"
- Ramones – „She's the One"
- Ramones – „Sheena Is a Punk Rocker"
- Ramones – „Teenage Lobotomy"
- Ramones – „California Sun”
- Ramones – „Do You Wanna Dance?"